# Premio Magritte onorario
Il Premio Magritte onorario (Magritte d'honneur) è un premio cinematografico che onora la carriera dell'artista designato ed è assegnato annualmente dall'Académie André Delvaux.

## Anni 2010-2019
- 2011: André Delvaux
- 2012: Nathalie Baye
- 2013: Costa-Gavras
- 2014: Emir Kusturica
- 2015: Pierre Richard
- 2016: Vincent Lindon
- 2017: André Dussollier
- 2018: Sandrine Bonnaire
- 2019: Raoul Servais

## Anni 2020-2029
- 2020: Monica Bellucci
- 2021: sospeso a causa della Pandemia di COVID-19 in Belgio
- 2022: Marion Hänsel
- 2023: Agnès Jaoui
- 2024: Aurore Clément
- 2025: Gilles Lellouche